# Quan (État)
? – 704 av. J.-C.
Entités suivantes :
- État de Chu

L'État de Quán (chinois simplifié: 权国; chinois traditionnel: 權國) était un petit État vassal de la dynastie Zhou (1046-256 av. J.-C.). Marquisat, puis duché (侯), ses dirigeants étaient les descendants du roi de la dynastie Shang (vers 1600-1046 av. J.-C.) Wu Ding avec le nom de famille Zi (子). Quan a été fondée par Quan Wending (权文丁), fils de Wen Ding, dans la région de la ville moderne de Maliang (马良镇), comté de Shayang, ville-préfecture de Jingmen, province du Hubei, près de ce qui deviendra plus tard l'État de Chu.

## Histoire
Pendant les dynasties Xia (vers 2070-1600 av. J.-C.) et Shang, la Chine était divisée en neuf provinces (en), époque à laquelle la ville de Jingmen était classée comme faisant partie de Jingzhou.
Au XIe siècle av. J.-C., le duc de Zhou reçut l'ordre du roi Cheng de Zhou d'annoncer un édit concernant les descendants de la famille royale Ji (姬). Ils ont reçu des terres dans la région du pont Shihui (拾回桥) du comté de Shayang où ils ont établi l'État de Ran (冉国), également connu sous le nom d'État de Na (那国) et d'État de Quan. Le premier dirigeant de Quan reçut le titre de « Premier duc de Quan » (权甲公 pinyin : Quán Jiǎ Gōng ). L'histoire de Ran et de Quan pendant la dynastie des Zhou occidentaux (1066-771 av. J.-C.) n'est pas enregistrée.Au début de la période des Printemps et Automnes (771 av. J.-C.), le pouvoir de Chu était augmentait et l'État s'étendait progressivement vers le sud. Les souverains de Chu Xiong E (熊鄂) et Ruo'ao (若敖) (799-764 av. J.-C.) étaient impatients de s'étendre vers le sud, mais cela nécessiterait le renversement de l'État de Ran et amènerait la cour des Zhou aux portes de Chu.
Sous le règne du roi Huan de Zhou, en 704 av. J.-C., le roi Wu de Chu attaqua l'État de Sui (en) lors de la bataille de Suqi, près de l'actuelle Suizhou (速杞之战). Ce n'était qu'une partie de la campagne militaire du roi, et il envahit ensuite Quan, renversant son 22e souverain, le duc Gui de Quan (权归公). Par la suite, le roi Wu établit un comté à l'intérieur des anciennes frontières de Quan et installa son ministre Dou Min (斗缗) comme magistrat.